# Villeneuve-d’Aval
Villeneuve-d’Aval település Franciaországban, Jura megyében. Lakosainak száma 96 fő (2022. január 1.). Villeneuve-d’Aval Écleux, Les Arsures, Chamblay, Montigny-lès-Arsures, Mouchard, Saint-Cyr-Montmalin és Villers-Farlay községekkel határos.

## Népesség
A település népessége az elmúlt években az alábbi módon változott:
| Lakosok száma | 103  | 75   | 80   | 80   | 97   | 90   | 87   | 85   | 89   | 96   |
|               | 1968 | 1982 | 1990 | 2006 | 2013 | 2015 | 2017 | 2019 | 2020 | 2022 |